# Synody w Kartaginie
Synody w Kartaginie – synody jakie odbyły się w III, IV i V w. w Kartaginie w Afryce.
- W maju 251 zebrał się synod pod przewodnictwem Cypriana z Kartaginy, aby rozważyć sposób postępowania wobec lapsi, czyli chrześcijan którzy wobec prześladowań wyrzekli się wiary. Kolejne synody na ten temat odbyły się w Kartaginie w 252 i 254.
- Na jesień 253 r odbył się synod 66 biskupów pod przewodnictwem Cypriana odpowiadając na list biskupa Fido, między innymi odrzucając jego pomysł udzielania chrztu dzieciom w ósmym dniu od narodzin, stwierdzono, że nie trzeba czekać aż tak długo.[1]

- Dwa synody z 255 i 256, pod przewodnictwem Cypriana z Kartaginy, wypowiedziały się przeciw ważności chrztu heretyków. Wywołało to sprzeciw papieża Stefana I, który upomniał uczestników synodu. We wrześniu 256 odbył się trzeci synod na ten temat, podtrzymujący stanowisko dwóch poprzednich. Wywołało to ostre napięcia pomiędzy biskupami Rzymu i Afryki.

- Ok. 348 odbył się synod biskupów prawosławnych, którzy spotkali się by wyrazić wdzięczność za oficjalne represje wobec donatystów. Biskupi opowiedzieli się przeciw ponownemu chrztu tych, którzy już raz zostali ochrzczeni w imię Świętej Trójcy.

- Synod z 390 wypowiedział się w sprawie celibatu, w kanonie 3: "Wypada, że święci biskupi i kapłani Boga, podobnie jak i lewici czyli ci, którzy są w służbie Bożych sakramentów, powinni zachować doskonałą wstrzemięźliwość, tak, by mogli uzyskać w prostocie to, o co proszą Boga. To, czego apostołowie nauczali i co zachowywano w dawniejszych czasach, niech nam również będzie dane zachować... Cieszy nas wszystkich, że biskup, kapłan i diakon, strażnicy czystości, powstrzymują się od współżycia małżeńskiego ich z żonami, tak że ci, którzy służą przy ołtarzu, mogą zachować doskonałą czystość".

- Synod z 28 sierpnia 397 wydał kanon Biblii, wymieniając księgi: Rodzaju, Wyjścia, Kapłańska, Liczb, Powtórzonego Prawa, Jozuego, Sędziów, Rut, cztery księgi Królestw, dwie księgi Kronik, Hioba, Psałterz Dawidowy, pięć ksiąg Salomona, Dwanaście ksiąg prorockich, Izajasza, Jeremiasza, Daniele, Ezechiela, Tobiasza, Judyty, Estery, dwie księgi Ezdrasza, dwie księgi Machabejskie[2][3].

- Konferencja w Kartaginie zwołana przez cesarza Flawiusza Honoriusza w 411 r. w celu zakończenia schizmy donatystów. Nie była ściśle synodem, ale może być uważana za jedno z najważniejszych zgromadzeń w historii Kościoła afrykańskiego. Biskupi, po interwencji diakona Paulina z Mediolanu, byłego sekretarza św. Ambrożego przesłuchali też Celestiusza, ucznia Pelagiusza[4] i potępili nauczanie Pelagiusza. Uczynili to bez inspiracji i udziału Augustyna z Hippony, który nie był wtedy jeszcze włączony w kontrowersję pelagiańską[5].

- 1 maja 418 odbył się tzw. Wielki Synod w Kartaginie, któremu przewodniczył Aureliusz z Kartaginy, aby przeciwdziałać błędom Celestiusza, ucznia Pelagiusza. Synod w pełni przyjął poglądy Św. Augustyna[6]. Podkreślono np. możliwość, że człowiek w raju nie umierał. Śmierć Adama wynikała z grzechu. Chrzest dzieci odpuszcza grzech pierworodny.

- Synody z 419 i 424 odbyły się jako sprzeciw wobec woli papieża Celestyna I do dzierżenia jurysdykcji apelacyjnej w Rzymie.